# BMW M60
| M60                            | M60                                               |
| ------------------------------ | ------------------------------------------------- |
|                                |                                                   |
| Виробник:                      | BMW                                               |
| Марка:                         | M60                                               |
| Тип:                           | Атмосферний V8 90°                                |
| Робочий об'єм:                 | - 3,0 л (2,997 куб.см) - 4,0 л (3,982 куб.см) см3 |
| Максимальна потужність:        | 200—390 (268—523 к.с.) кВт                        |
| Максимальний обертовий момент: | 360—725 Н·м                                       |
| Циліндрів:                     | 8                                                 |
| Клапанів:                      | 32                                                |
| Хід поршня:                    | - 67,6 мм (3,20 дюйма) - 80 мм (3,31 дюйма) мм    |
| Діаметр циліндра:              | - 84 мм (2,66 дюйма) - 89 мм (3,15 дюйма) мм      |
| Система живлення:              | пряме впорскування                                |
| Охолодження:                   | рідинне охолодження                               |
| Газорозподільний механізм:     | DOHC                                              |
| Матеріал блоку циліндрів:      | Алюміній                                          |
| Матеріал ГБЦ:                  | Алюміній                                          |
| Тактність (число тактів):      | 4                                                 |
| Червона зона:                  | 6500 об/хв                                        |
| Рекомендоване паливо:          | Бензин                                            |

BMW M60 — це атмосферний бензиновий двигун V8, який випускався з 1992 по 1996 рік. Це був перший двигун BMW V8 за понад 25 років. Двигун M60 вироблявся у двох об'ємах: 3-літровий M60B30 та 4-літровий M60B40.
M60 був замінений двигуном  BMW M62.

## Розробка
Протягом 1970-х років BMW виготовила прототип двигуна V8 для E23 7-ї серії, однак цей двигун не вийшов у виробництво.
Розробка M60 почалася в 1984 році.

## Дизайн
Двигун M60 має подвійні верхні розподільні вали з чотирма клапанами на циліндр. Розподільний вал приводиться в рух дворядним ланцюгом ГРМ з саморегулюючим натягувачем. Клапани мали гідравлічне регулювання зазору для зменшення обслуговування. Системи запалювання та вприскування палива контролюються системою Bosch Motronic 3.3, а система запалювання являє собою конструкцію котушки на штекері з датчиками детонації.
Щоб зменшити вагу, двигун використовує алюміній як для блоку двигуна, так і для головки циліндра, магнієві кришки клапанів і пластиковий впускний колектор. M60 був першим автомобільним двигуном BMW, який використовував конструкцію «розділеного шатуна», де запечені шатуни виготовляються як єдине ціле, а потім ламаються, щоб забезпечити підвищену жорсткість і точну посадку.

## Версії
| Двигун | Об‘єм            | Потужність                        | Крутний момент        | Роки           |
| ------ | ---------------- | --------------------------------- | --------------------- | -------------- |
| M60B30 | 3,0 л (2997 см³) | 218 к.с. (160 кВт) при 5800 об/хв | 290 Нм при 4500 об/хв | 1992-1996 роки |
| M60B40 | 4,0 л (3982 см³) | 286 л.с. (210 кВт) при 5800 об/хв | 400 Нм при 4500 об/хв | 1992-1996 роки |

### M60B30
M60B30 має діаметр циліндра 84 і хід 67,6 мм об‘єм 2997 куб/см. Ступінь стиснення становить 10,5:1, що дає продуктивність 160 кВт (215 к.с.) при 5800 об/хв і 290 Н·м (214 фунтів·фут) при 4500 об/хв.
Застосування:
- 1992—1995 E34 530i
- 1992—1994 E32 730i
- 1994—1996 E38 730i

### M60B40
M60B40 має діаметр циліндра 89 мм (3,50 дюйма) і хід поршня 80 мм (3,15 дюйма), об‘єм 3982 куб.см. Ступінь стиснення становить 10,0:1, продуктивність 210 кВт (282 к.с.) при 5800 об/хв і 400 Н·м (295 фунтів·фут) при 4500 об/хв. Мав кований колінчастий вал.
Застосування:
- 1993—1995 E34 540i
- 1992—1994 E32 740i
- 1994—1996 E38 740i
- 1992—1996 E31 840i
- 1993—1998 Де Томазо Гуара

## Версії Alpina
| N60                        | N60                                               |
| -------------------------- | ------------------------------------------------- |
|                            |                                                   |
| Виробник:                  | Alpina                                            |
| Марка:                     | N60                                               |
| Тип:                       | Атмосферний V8 90°                                |
| Робочий об'єм:             | - 4,0 л (3,981 куб.см) - 4,6 л (4,619 куб.см) см3 |
| Максимальна потужність:    | 234—253 кВт (314—339 к.с.) кВт                    |
| Циліндрів:                 | 8                                                 |
| Клапанів:                  | 32                                                |
| Хід поршня:                | - 80 мм (3,15 дюйма) - 85 мм (3,35 дюйма) мм      |
| Діаметр циліндра:          | - 89 мм (3,50 дюйма) - 93 мм (3,66 дюйма) мм      |
| Система живлення:          | пряме впорскування                                |
| Охолодження:               | рідинне охолодження                               |
| Газорозподільний механізм: | DOHC                                              |
| Матеріал блоку циліндрів:  | Алюміній                                          |
| Матеріал ГБЦ:              | Алюміній                                          |
| Тактність (число тактів):  | 4                                                 |
| Рекомендоване паливо:      | Бензин                                            |

Alpina випустила версію M60B40 з високим ступенем стиснення (10,8:1) для BMW Alpina B10 4.0 (на базі E34 5 серії) і B11 4.0 (на базі E32 7 серії) і в деяких моделях B8 4.0 (на базі E36 3 Series), що випускається для японського ринку. Двигун M60 мав потужність 234 кВт (314 к.с) у B10 4.0. Пізніше робочий об'єм двигуна був збільшений до 4619 см³ (281,9 кубічних дюймів) для експлуатування в B8 4.6 і B10 4.6. Вихідна потужність 253 кВт (339 к.с.) у B10 4.6 і 248 кВт (333 к.с.) у B8 4.6.

## Шкода нікасилу від палива з високим вмістом сірки
Для футерування гільз циліндрів у M60 використовується сплав нікасил, що містить алюміній, нікель і кремній. У паливі з високим вмістом сірки (наприклад, використаному паливі, яке продавалося в той час у Сполучених Штатах, Великій Британії та Південній Америці), сірка пошкоджує напил гільзи з нікасилу, спричиняючи втрату компресії двигуна. У США та Великобританії поступово припиняється використання багатого на сірку палива.
BMW замінив двигуни по гарантії, а нікасил зрештою замінив алюсил.
Двигуни з додаванням нікасилу навряд чи стануть проблемою сьогодні, оскільки автомобілі з ураженими двигунами не їздять або отримали двигуни на заміну.